# Sausalito
Sausalito är en stad vid San Franciscobukten, tillhörande Marin County, Kalifornien, USA. Folkmängden uppgick år 2000 till 7 330 personer.